# 보츠와나 민주운동
보츠와나 민주운동(영어: Botswana Movement for Democracy, BMD)은 2010년, 당시 집권 여당이었던 보츠와나 민주당(BDP) 소속 국회의원들과 정치인들이 탈당하여 창당한 보츠와나의 정당이다. 창당 배경에는 당시 보츠와나 민주당의 대표이자 보츠와나 대통령이었던 이언 카마와의 정책적, 이념적 갈등이 있었다.
BMD의 창당은 1966년 독립 이후 줄곧 권력을 유지해 온 보츠와나 민주당으로부터의 중대한 분열로 평가된다. 창당 대회는 2011년 5월 2일에 개최되었으며, 이 자리에서 고몰레모 모초왈레디가 초대 당대표로 선출되었다. 당시 가보로네 웨스트사우스 지역구 국회의원이자 국회 야당 대표였던 보찰로 은투아네는 부대표로 선출되었다. 초창기부터 당 대변인을 맡아온 시드니 필라네는 당대표 경선에서 모초왈레디에게 패배하였다. 당의 주요 목표는 이언 카마 정부를 "비민주적"이라고 비판하며, 헌법 질서 내에서 민주적인 방식으로 정권을 교체하고, 통합적이며 인종차별과 성차별이 없는 민주주의 국가로서의 보츠와나를 회복하는 데 있었다.
BMD는 2014년 총선을 앞두고 야권 연합체인 민주적 변화를 위한 우산당(UDC)에 합류하였다. 같은 해 총선에서는 BMD 소속 후보 9명이 국회의원으로 당선되어 제2당의 지위를 차지하였다. 그러나 2018년, UDC에 새로 합류한 보츠와나 의회당(BCP)에게 일부 선거구를 양보하라는 요구를 BMD가 거부하면서, UDC로부터 제명되었다.
BMD는 창당 당시에는 자유주의 성향을 띠었으나, 2023년 투소 티에고가 당대표로 선출된 이후에는 우익 포퓰리즘과 기독교 보수주의 노선을 채택하였다.